# Else Kocher
Else Kocher (* 29. Juli 1902 in Mannheim; † 29. Juli 1994 ebenda) war Badens erste Pilotin und erste deutsche Meisterin im Geschicklichkeitsflug.

## Leben

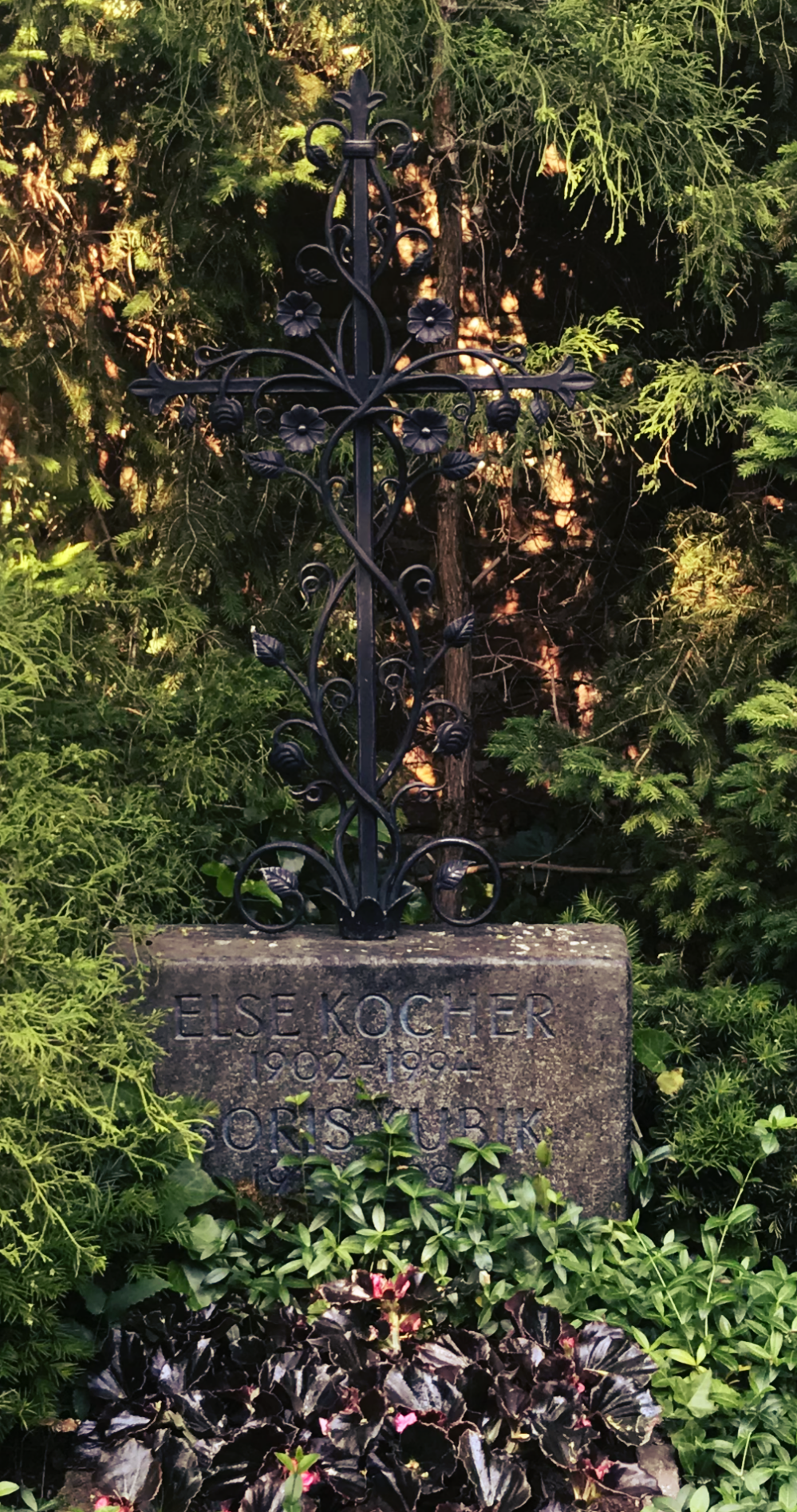
Grab von Else Kocher

Else Kocher wurde im Jahr 1902 als einziges Kind von Fritz und Katharina Kocher in Mannheim-Feudenheim geboren. Ihre Mutter verstarb schon 1912. Neben der damals üblichen Schulbildung bis zur Mittleren Reife wurde sie in Tanz, Klavier, Gymnastik und Ballett unterrichtet. 1921 ging sie für mehrere Monate nach München und setzte dort ihre Ausbildung im Ballett fort. Eine Ballettmeisterin des Theaterintendanten Saladin Schmitt wurde auf sie aufmerksam und wollte sie als Regieassistentin am Theater in Duisburg engagieren. Else Kochers Vater unterstützte dieses Vorhaben jedoch nicht, verweigerte seine Unterschrift und zwang seine Tochter so, eine andere berufliche Laufbahn einzuschlagen. Ihm wäre es am liebsten gewesen, sie würde zu Hause im Haushalt bleiben. Else Kocher machte jedoch ihr Abitur in Mannheim nach, besuchte dort auch die Ingenieurschule, legte in Heidelberg ihr Diplom als Dolmetscherin für Französisch, Spanisch und Englisch ab und finanzierte sich in dieser Zeit durch einen Job beim Mannheimer Telegrafenamt (Lanz-Villa).
1923 folgte die Hochzeit mit Hermann Roos, dessen Namen sie annahm. Ende der 1920er Jahre zog dieser aus beruflichen Gründen nach Kolumbien, wollte aber, dass Else ihm folgte, sobald er sich dort eingerichtet und beruflich etabliert hatte.
Bereits 1923 machte Else Kocher den Motorradführerschein und ihr Mann ermutigte sie in einem Brief aus Kolumbien, in der Zeit der Trennung auch ihren Flugschein zu machen. Diesen erwarb sie im Alter von 27 Jahren als Mitglied des „Badisch-Pfälzischen Luftfahrtvereins Mannheim e.V.“ auf dem Flugplatz Mannheim im Dezember 1929 als erste Frau Mannheims und ganz Badens. Den Flugschein finanzierte sie sich mit Übersetzungen von Fachtexten und anderen Schreibarbeiten. Im Anschluss wollte sie auch den Schein für Passagierflugzeuge erwerben, doch dieser war ausschließlich Männern gestattet.
1931 folgte sie ihrem Mann Hermann Roos nach Kolumbien. Geschieden kam sie von dort nach dem Zweiten Weltkrieg nach Mannheim zurück und nahm wieder ihren Mädchennamen an. Sie arbeitete als Dolmetscherin und kümmerte sich um ihre Familie. Einige Zeit später verschlug es sie nach Katowice.
1983 fuhr Else Kocher mit der Transsibirischen Eisenbahn von Moskau nach Wladiwostok, ein lang gehegter Wunsch von ihr. Sie setzte dort nach Yokohama über und flog von Tokio auf die Philippinen. Auf diesem Flug feierte sie ihren 81. Geburtstag und wurde von der Crew ins Cockpit eingeladen, den Flug bis zur Landung dort zu verbringen. Ihren Lebensabend verbrachte Else Kocher in der Seniorenresidenz am Moritzberg in Hildesheim und im Joseph-Bauer-Haus in Mannheim-Käfertal. Sie starb an ihrem 92. Geburtstag und wurde auf dem Hauptfriedhof Mannheim beigesetzt.

## Flugausbildung
Für den Erwerb des Flugzeugführerscheins für den Motorflug war im Sommer 1929 ein Zeitraum von drei Monaten Ausbildungszeit veranschlagt. Zudem waren noch weitere Bedingungen zu erfüllen, wie 20 Alleinflüge, eine Zwischenscheinprüfung, die drei Ziellandungen und fünf Achten erforderte, ein einstündiger Höhenflug auf 2000 m Höhe, ein Überlandflug mit zwei Außenlandungen über mindestens 450 km und ein Dreiecksflug. Vor der Anmeldung zum Flugschein musste Roos neben dem Sportabzeichen auch ein ärztliches Attest und eine Teilnahmebestätigung an einer Freiballonfahrt vorlegen.
Dass Frauen damals ein Flugzeug bedienten, war jedoch nichts Alltägliches und so wurde sie von ihren Mitschülern belächelt. Auch für ihren Fluglehrer war die Situation neu, denn sie war die erste Frau, der er das Fliegen beibringen sollte. Da man sich keinen Monteur leisten konnte, war es die Pflicht der Flugschüler, sich um die Maschine zu kümmern. Else Roos wurde bei dieser Arbeit geduldet, aber keinesfalls geschont. Neben der Verantwortung für die Maschine übernahm sie als einzige Frau auf dem Platz auch die Arbeit an der „Kleiderkiste“ der gesamten Mannschaft und kümmerte sich um die Fallschirme. Erst nach ihrem erfolgreich bestandenen Alleinflug wurde sie von den Mitschülern als Kameradin akzeptiert.
Die Flugstunden gestalteten sich derart, dass jeder der Schüler drei Runden mit dem Lehrer um den Platz fliegen und dabei dreimal starten und landen durfte. Jede einzelne Runde dauerte etwa drei bis vier Minuten. Zu Beginn der Ausbildung saßen die Schüler vorne, später dann hinten, um sich auf den Alleinflug vorzubereiten. Diese Schulrunden wurden mit einem Nachkriegsdoppeldecker des Typs RK 9 „Grasmücke“ (Raab-Katzenstein) geflogen. Leistungsstarke Flugzeuge durften in Deutschland nach dem Ersten Weltkrieg aufgrund des Versailler Vertrags nicht gebaut werden, und so standen nur schwach motorisierte Maschinen zur Verfügung. Die „Grasmücke“ war jedoch immer wieder reparaturbedürftig: das Fahrgestell knickte bei Landungen ein, die Tragflächen bekamen Risse, der Propeller ging kaputt. Ihre Zwischenprüfung konnte Roos noch auf dem Doppeldecker machen, ihre Abschlussprüfung wäre jedoch an den technischen Gegebenheiten des Flugzeugs gescheitert. Im Herbst kam eine zweite Maschine, mit der die Schüler fliegen konnten: eine „Klemm“ Kl 31, ein Tiefdecker mit Sperrholzflächen und einem Sternmotor der Marke Salmson. Mit dieser technischen Ausstattung war eine Flughöhe von 2000 m wieder möglich. Doch auch mit der Klemm gab es immer wieder Probleme. Aufgrund des Motors musste Else Roos bei einem ihrer Höhenflüge erst in den Gleitflug gehen und dann landen. Da der Höhenmesser nicht mehr als die 2000 m anzeigte, wusste sie nicht, dass sie tatsächlich schon bei 2250 m Höhe war. Dies wurde erst klar, als der Barograph ausgebaut wurde. Daraufhin wurde ihr ein vierwöchiges Startverbot erteilt.
Am 18. Dezember 1929 trat Else Roos ihre finale Flugscheinprüfung an. Geplant war ein Flug von Mannheim nach Freiburg und anschließend der Rückflug nach Mannheim mit einer Zwischenlandung in Karlsruhe. Ausgestattet mit Rollkarte, Tourenzähler und Höhenmesser startete Else ihren Flug. Da sie bald auf Grund ihrer nicht funktionierenden Bordgeräte die Orientierung verlor, orientierte sie sich am Rhein. Durch die sich verschlechternde Sicht am Winterhimmel gelang dies nicht und so setzte sie auf französischem Ackerland in der Nähe von Saint-Louis zu einer Notlandung an. Aus der winterlichen Kälte holten sie französische Militärfahrzeuge ab. Da sie sich der Verletzung französischem Hoheitsgebietes schuldig gemacht hatte, vermutete man eine Spionageaffäre und durchsuchte ihr gesamtes Flugzeug. Schließlich halfen ihr ein französischer Pilot, der ein Telegramm nach Mannheim sandte, und drei Schweizer Sportpiloten, welche sich um die Klemm kümmerten. In der Zwischenzeit wurde der ungewöhnliche Vorfall in Paris verhandelt. Als man ihr letztendlich die Geschichte der Notlandung glaubte, durfte sie zunächst in die Schweiz nach Birsfelden fliegen, um dort die Nacht zu verbringen. Am nächsten Morgen beendete sie ihren Überlandflug. Die Zwischenlandung in Karlsruhe hatte man ihr erlassen, da die Notlandung bereits geglückt war. Nach diesem kleinen Abenteuer erhielt Else Roos als erste Frau Mannheims und Badens den Flugführerschein und durfte sich Pilotin nennen. Zwei Jahre lang war sie anschließend noch im Badisch-Pfälzischen Luftfahrtverein aktiv im Einsatz, bis sie Deutschland verließ.

## Sportliche Erfolge
Else Kocher trat am 29. Mai 1930 bei der „1. deutschen Damenkunstflugmeisterschaft verbunden mit Geschicklichkeitswettbewerb und Opel-Sternflug“ in Bonn-Hangelar zusammen mit Melitta Schiller, Marga von Etzdorf, Liesel Bach, Elly Beinhorn, Margrit Fußbahn, Katja Heidrich, Alix Willisch und Luise Hoffmann an. Sie holte sich den ersten Preis und wurde so die erste deutsche Meisterin im Geschicklichkeitsflug.
Auch am Karlsruher Großflugtag am 1. Juni 1930 mit 20.000 Zuschauern nahm sie teil und traf dort unter anderem Ernst Udet. Im Dezember 1930 bekam sie für ihre Überlandflüge das Silberne Sportfliegerabzeichen verliehen.
Nach dem Zweiten Weltkrieg durften bis 1956 keine Sportflugzeuge mehr fliegen, sodass auch Else Kocher dem Geschicklichkeitsflug nicht mehr nachgehen konnte.